# Cazzano Sant’Andrea
Cazzano Sant’Andrea (lombardul: Cazzà) település Olaszországban, Lombardia régióban, Bergamo megyében. Lakosainak száma 1656 fő (2023. január 1.). Cazzano Sant’Andrea Casnigo, Cene, Leffe és Gandino községekkel határos.

## Népesség
A település lakossága az elmúlt években az alábbi módon változott:
| Lakosok száma | 1680 | 1670 | 1656 |
|               | 2017 | 2018 | 2023 |